# Cennet y Cehennem
Cennet y Cehennem (traducido del turco: Cielo e Infierno) son los nombres de dos grandes simas creadas por la erosión de un río subterráneo en la provincia de Mersin. Este tipo de simas son muy habituales en la zona (como Akhayat y Kanlidivane) y son también un atractivo turístico, dada su relación con el antro Coricio.
Antiguamente las simas eran llamadas cuevas Coricias. 

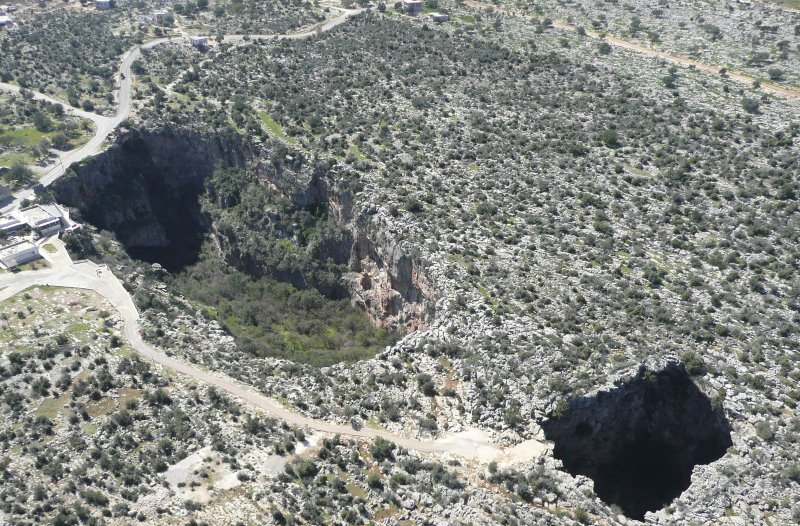
Vista aérea

## Ubicación
Las simas Cennet y Cehennem están situadas a 2 km de Narlikuyu y pertenecen a este municipio. Ambas están en la misma zona separadas a 50 metros entre ellas. 
En la parte superior de la sima Cennet, se encuentran las ruinas de la basílica cristiana construida sobre el templo de Zeus Olbios del siglo III a. C.
A 600 metros hacia el oeste se halla la cueva del Asma (en turco:Astım Mağarası).

## Descripción

### Cennet

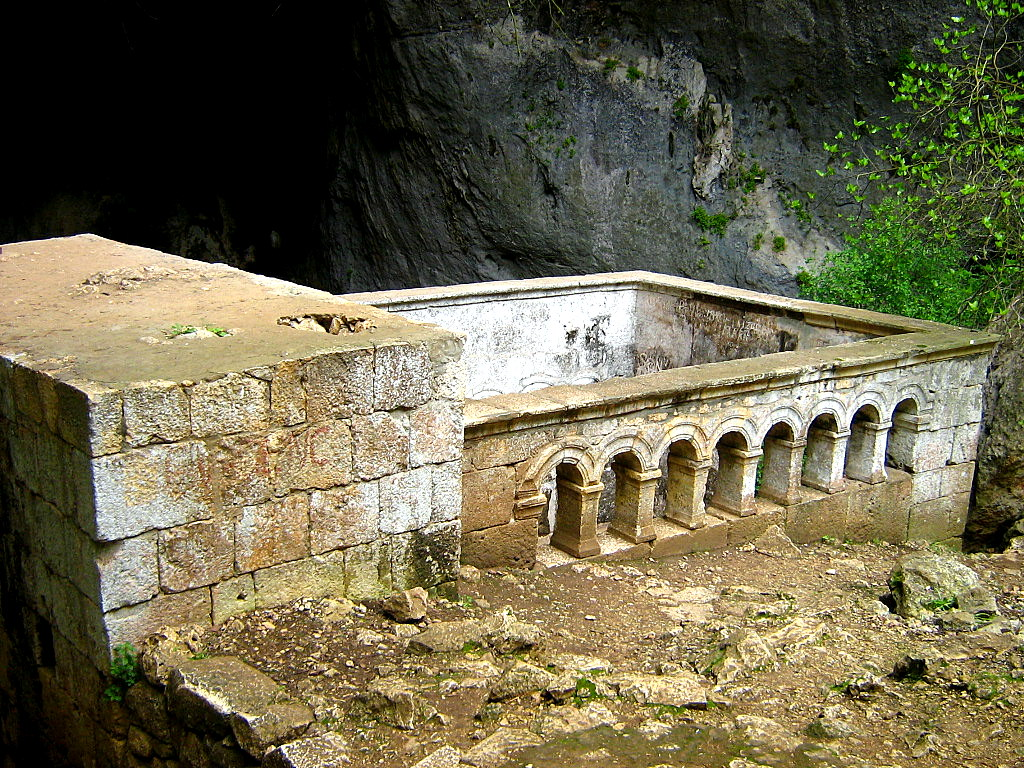
Capilla de la Virgen María

La sima mide 250 metros de longitud, 110 de anchura y 70 de profundidad. Es posible llegar a la parte inferior de Cennet por una escalera primitiva compuesta de 300 escalones. En el fondo, hacia el sur, hay una cueva y otros 150 escalones que conducen a las ruinas de la capilla bizantina de la Virgen María del siglo V. La autoría de la construcción es de un tal Paulus. La capilla fue usada brevemente como mezquita en el siglo XIX. Actualmente se aprecian levemente los restos de unos frescos pero debido al continuo vandalismo se está perdiendo lo poco que queda. 
Siguiendo a través de un sendero irregular y resbaladizo se llega al fondo de la cueva, una zona húmeda y pedregosa en la que se escucha el sonido de un riachuelo subterráneo que se supone llega hasta la bahía de Narlikuyu. Para acceder al final de la cueva es recomendable llevar una linterna, ya que la luz solar apenas llega a esta zona.
36°27′09″N 34°6′20″E / 36.45250, 34.10556

### Cehennem
La sima mide 70 metros de longitud, 50 de anchura y 120 de profundidad. La entrada es cóncava y sus paredes verticales, por lo que no es accesible y únicamente podremos observarla desde lo alto a través de una plataforma metálica suspendida. El fondo está cubierto de vegetación y las paredes están ligeramente ennegrecidas.
36°27′16″N 34°6′21″E / 36.45444, 34.10583

### Templo de Zeus Olbios

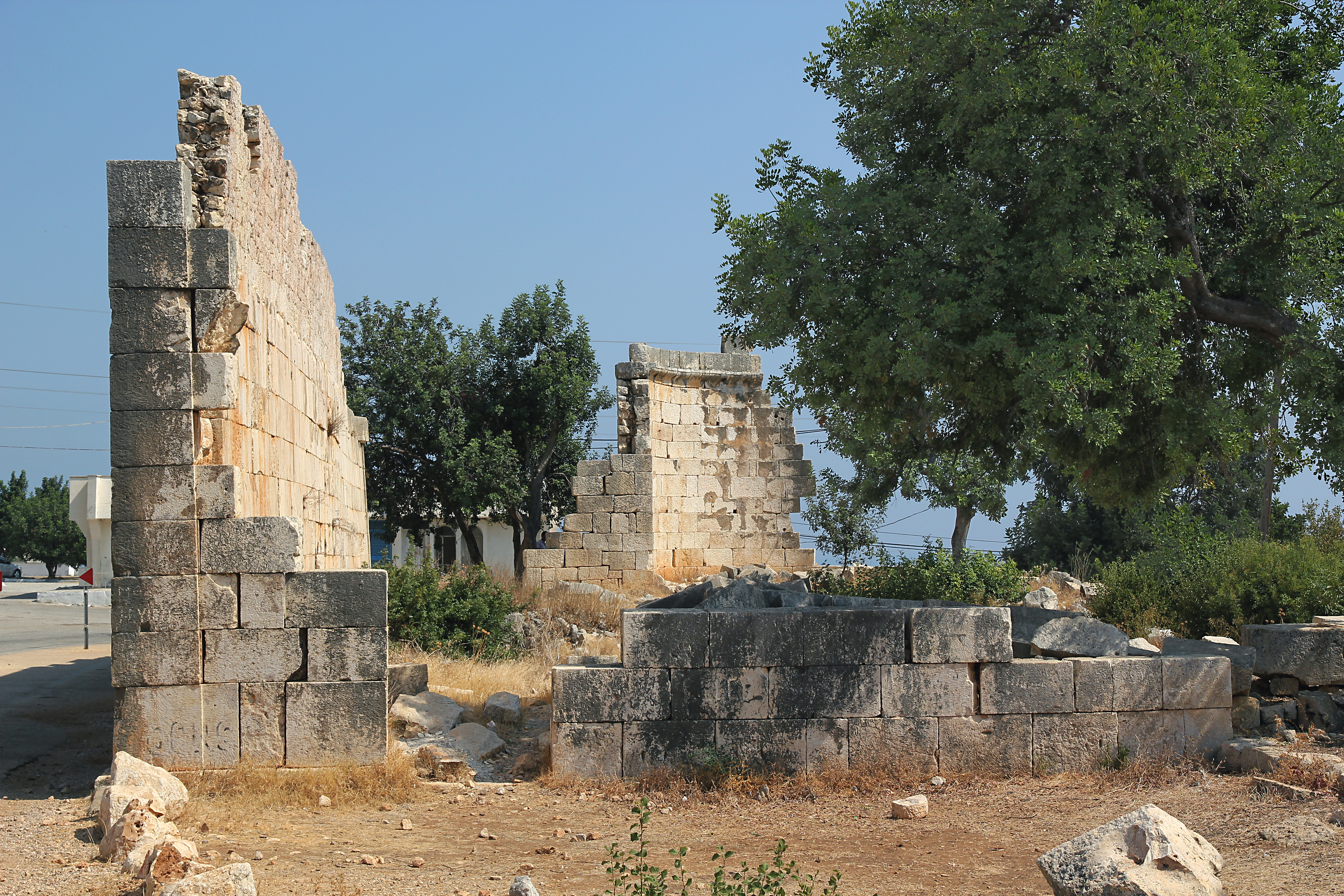
Ruinas del templo de Zeus Olbios convertido en basílica

El templo fue construido en el siglo III a. C. siguiendo el orden dórico. Los bloques lisos de la pared norte muestran los nombres de 130 sacerdotes de los períodos helenístico y romano, incluyendo al último rey de Capadocia Arquelao y a su hijo, probablemente el gobernante romano de Eleusa Sebaste (actualmente Ayaş situado a 8 km al noreste). Al oeste de las ruinas se puede ver un muro transversal y el perímetro de un templo interior. En el siglo IV o V el templo se convirtió en una basílica cristiana, donde se utilizaron gran parte de los bloques de piedra originales.
36°27′5″N 34°6′20″E / 36.45139, 34.10556

### La cueva del Asma

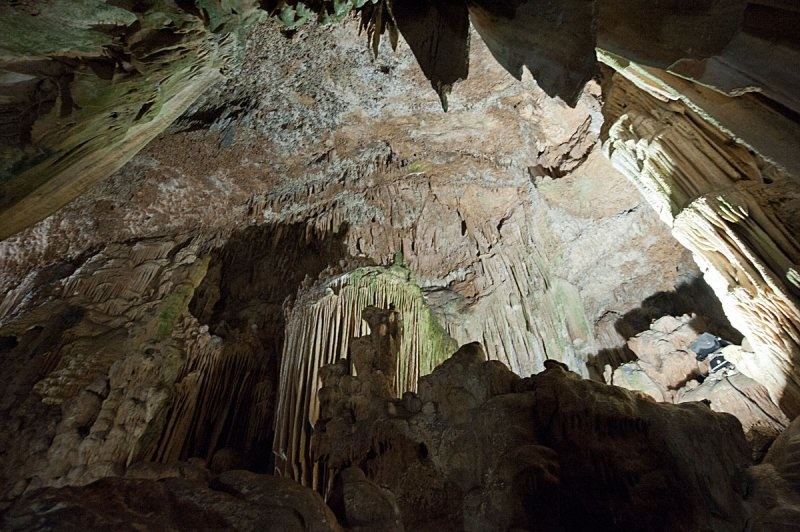
Cueva del Asma

Está separada a 600 m de las simas y es una cueva de piedra caliza a la que se le atribuyen poderes curativos. La cueva tiene 300 m de longitud, de 10 a 15 m de ancho y de gran altura. Es accesible a los visitantes, se entra a través de una escalera metálica en espiral y está suficientemente iluminada. Los 200 m visitables permiten ver estalactitas y estalagmitas gigantes. Se cree que es buena para el tratamiento contra el asma y ha sido llamada también la Cueva de los Deseos. La temperatura media en la cueva es de 15 grados centígrados y la humedad del 85% al 95% en invierno.
36°26′57″N 34°6′11″E / 36.44917, 34.10306

## Leyendas y mitos
En la mitología griega, cuando Zeus derrotó a Tifón, se supone que la sima Cehennem fue el antro Coricio, su confinamiento temporal antes de encarcelarle definitivamente en el monte Etna. La apariencia carbonizada de sus paredes se dice que fue producida por las llamaradas que desprendía por la boca. 
Según leyendas populares de la zona, el riachuelo que hay al fondo de la cueva de la sima Cennet, se dice que conecta con el río Estigia y da acceso al inframundo.
También se dice que el aire que hay en el fondo de la sima Cehennen es venenoso y por tanto, no se recomienda bajar al fondo. Algunas muertes sucedidas en el pasado refuerzan estas creencias.

## Citas en la Antigüedad
Píndaro la denominaba "la cueva de Cilicia" en su Oda Pítica I. 31, Esquilo también la citó en Prometeo encadenado 350.
Estrabón la mencionó en su Geografía (Libro XIV. 670) y dijo "el mejor crocus (azafrán) crece aquí". La describió como Un gran agujero, de forma circular, rodeada por un margen de roca en todos sus lados de una altura considerable; descendiendo en esta cavidad, el suelo es irregular y generalmente rocoso, y está lleno de arbustos, tanto de hoja perenne como cultivada; en algunas partes se cultiva azafrán. También hay una cueva aquí, que contiene una gran fuente, del que brota un río puro, de agua clara, pero que se hunde inmediatamente en la tierra, y que fluye bajo tierra hasta el mar: la llaman el agua amarga.
Pomponio Mela (I.13) hizo una larga descripción del mismo lugar, al parecer de la misma autoridad que siguió Estrabón, pero más adornado. 
Plinio el Viejo dice en su Naturalis Historia V.92: "Junto al mar Corycus, una ciudad, puerto y cueva con el mismo nombre".